# Volta a Limburg (Països Baixos)
|  | Per altres competicions amb el mateix nom, vegeu Volta a Limburg |

La Volta a Limburg (Ronde van Limburg) és una cursa ciclista neerlandesa que es disputa a la província de (Limburg). La primera edició es disputà el 1948 i s'ha disputat anualment, amb algunes excepcions.

## Palmarès
| Any  | Vencedor             | Segon                   | Tercer               |
| ---- | -------------------- | ----------------------- | -------------------- |
| 1948 | Evert Grift          | Jef Van Driel           | Theo Blankenauw      |
| 1949 | no disputat          | no disputat             | no disputat          |
| 1950 | Wim Dielissen        | Hans Dekkers            | Jan Nolten           |
| 1951 | Fons Jacobs          | Ab Donker               | Jaak van Dijk        |
| 1952 | Hein Gelissen        | Adri Voorting           | Jules Maenen         |
| 1953 | Frans Mahn           | Hein Smeets             | Piet van de Brekel   |
| 1954 | Martin van den Borgh | Nicolas Lapage          | Daan de Groot        |
| 1955 | Michel Stolker       | Jef Lahaye              | Piet van de Brekel   |
| 1956 | Gerard Vergooszen    | Leo Steevens            | Martin van den Borgh |
| 1957 | Wim Gramser          | Rene Lotz               | Joop Captein         |
| 1958 | Piet Rentmeester     | Valere Paulissen        | Rene Lotz            |
| 1959 | Rolf Wolfshohl       | Jean Hermans            | Leo Knops            |
| 1960 | Lex van Kreuningen   | Kees de Jongh           | Piet van Hees        |
| 1961 | Jan Janssen          | Leo Knops               | Henk Nijdam          |
| 1962 | Gerben Karstens      | Cees Haast              | Jan Schroeder        |
| 1963 | Leo van Dongen       | Henk de Jong            | Jean Bastin          |
| 1964 | Jan Tummers          | Cees Brugel             | Jan Doek             |
| 1965 | Evert Dolman         | Andre van Middelkoop    | Jan van der Horst    |
| 1966 | Harry Steevens       | Eddy Beugels            | Rini Wagtmans        |
| 1967 | Henk Nieuwkamp       | Piet Tesselaar          | Piet de Wit          |
| 1968 | Jan Krekels          | Leen Poortvliet         | Joop Zoetemelk       |
| 1969 | Chris Pepels         | Frits Slueper           | Jan Spetgens         |
| 1970 | Fedor den Hertog     | Wim Bravenboer          | Antoon Brouns        |
| 1971 | Henk Poppe           | Arie Hassink            | Cees Priem           |
| 1972 | Piet van Katwijk     | Jo van Pol              | Jan Spetgens         |
| 1973 | Mathieu Dohmen       | Huub Geilenkirchen      | Jan Breur            |
| 1974 | Mathieu Dohmen       | Jo van Pol              | Bennie Ceulen        |
| 1975 | Henk Lubberding      | Frits Schur             | Ton ter Harmsel      |
| 1976 | Piet van Kollenburg  | Joop Ribbers            | Piet van Leeuwen     |
| 1977 | Leo van Vliet        | Henk Mutsaars           | Johan van der Velde  |
| 1978 | Toon van der Steen   | Jacques van Meer        | Jacques Verbrugge    |
| 1979 | Jacques van Meer     | Henk Mutsaars           | Adri van der Poel    |
| 1980 | Peter Damen          | Henk Havik              | Jan Harings          |
| 1981 | Jos Hannen           | Hans Koot               | Anton van der Steen  |
| 1982 | Johan Lammerts       | Teun van Vliet          | Anton van der Steen  |
| 1983 | Gert Jakobs          | Peter Hofland           | Anton van der Steen  |
| 1984 | Han Vaanhold         | Erik Breukink           | Herman Winkel        |
| 1985 | René Beuker          | Marc van Orsouw         | Peter Harings        |
| 1986 | Stephan Räkers       | John Talen              | Rob Kleinsman        |
| 1987 | Arjan Jagt           | Willem-Jan van Loenhout | Joost van Adrichem   |
| 1988 | Louis de Koning      | Zdzislaw Wrona          | Rinus Ansems         |
| 1989 | Richard Luppes       | Raymond Meijs           | Eddy Bouwmans        |
| 1990 | Erik Knuvers         | Menno Vink              | Richard Groenendaal  |
| 1991 | Rinus Ansems         | Erwin Kistemaker        | Godert de Leeuw      |
| 1992 | Marcel van de Vliet  | Viatcheslav Kovaliovas  | Bart Voskamp         |
| 1993 | Kestitus Stakenas    | Max van Heeswijk        | Roger Vaessen        |
| 1994 | Raymond Thebes       | Marc Lotz               | Rik Reinerink        |
| 1995 | Niels van de Steen   | Lucien de Louw          | Louis de Koning      |
| 1996 | Louis de Koning      | Marc Lotz               | Niels Barsingerhorn  |
| 1997 | John van den Akker   | Erwin Thijs             | Johan Bruinsma       |
| 1998 | Matthé Pronk         | Andreas Kappes          | Thorwald Veneberg    |
| 1999 | Michael Schlickau    | Ralf Grabsch            | Wim van de Meulenhof |
| 2000 | Erwin Thijs          | Berry Hoedemakers       | Cees Jeurissen       |
| 2001 | Cees Jeurissen       | Danny Stam              | Marco Engels         |
| 2002 | David Orvalho        | Alexei Shchebelin       | Mathieu Heijboer     |
| 2003 | no disputat          | no disputat             | no disputat          |
| 2004 | Sebastian Langeveld  |                         |                      |
| 2005 | Thom van Dulmen      | Tom Stamsnijder         | Dmitry Kozonchuk     |
| 2006 | Joost van Leijen     | Thomas Berkhout         | Albert Timmer        |
| 2007 | Wim Botman           | Hans Bloks              | Klaas van Hage       |
| 2008 | Johnny Hoogerland    | Hans Bloks              | Jeroen Boelen        |
| 2009 | Thijs Al             | Bert-Jan Lindeman       | Lars Vierbergen      |
| 2010 | Maarten de Jonge     | Bjoern Glasner          | Bart van Haaren      |
| 2011 | Ramon Sinkeldam      | Jelmer Asjes            | Daan Olivier         |
| 2012 | Bart van Haaren      | Huub Duyn               | Jasper Hamelink      |
| 2013 | no disputat          | no disputat             | no disputat          |
| 2014 | Peter Schulting      | Derk Abel Beckeringh    | Bart van Haaren      |
| 2015 | Jochem Hoekstra      | Stefan Poutsma          | Sjoerd Kouwenhoven   |
| 2016 | Martijn Budding      | Gert-Jan Bosman         | Jetse Bol            |
| 2017 | Jarno Gmelich        | Arvid de Kleijn         | Tijmen Eising        |